# Stazione di Rolo-Novi-Fabbrico
Stazione di Rolo-Novi-Fabbrico vasútállomás Olaszországban, Rolo településen.

## Vasútvonalak
Az állomást az alábbi vasútvonalak érintik:
- Verona-Mantova-Modena-vasútvonal
- Rolo-Mirandola-vasútvonal

## Kapcsolódó állomások
A vasútállomáshoz az alábbi állomások vannak a legközelebb:
- Stazione di Villanova di Reggiolo
- Stazione di Carpi